# Iso-Kello
Iso-Kello är en ö i Finland. Den ligger i sjön Päijänne och i kommunen Jyväskylä i den ekonomiska regionen  Jyväskylä ekonomiska region  och landskapet Mellersta Finland, i den södra delen av landet, 190 km norr om huvudstaden Helsingfors. Öns area är 21 hektar och dess största längd är 0,6 kilometer i öst-västlig riktning.